# Ойтуз (перевал)

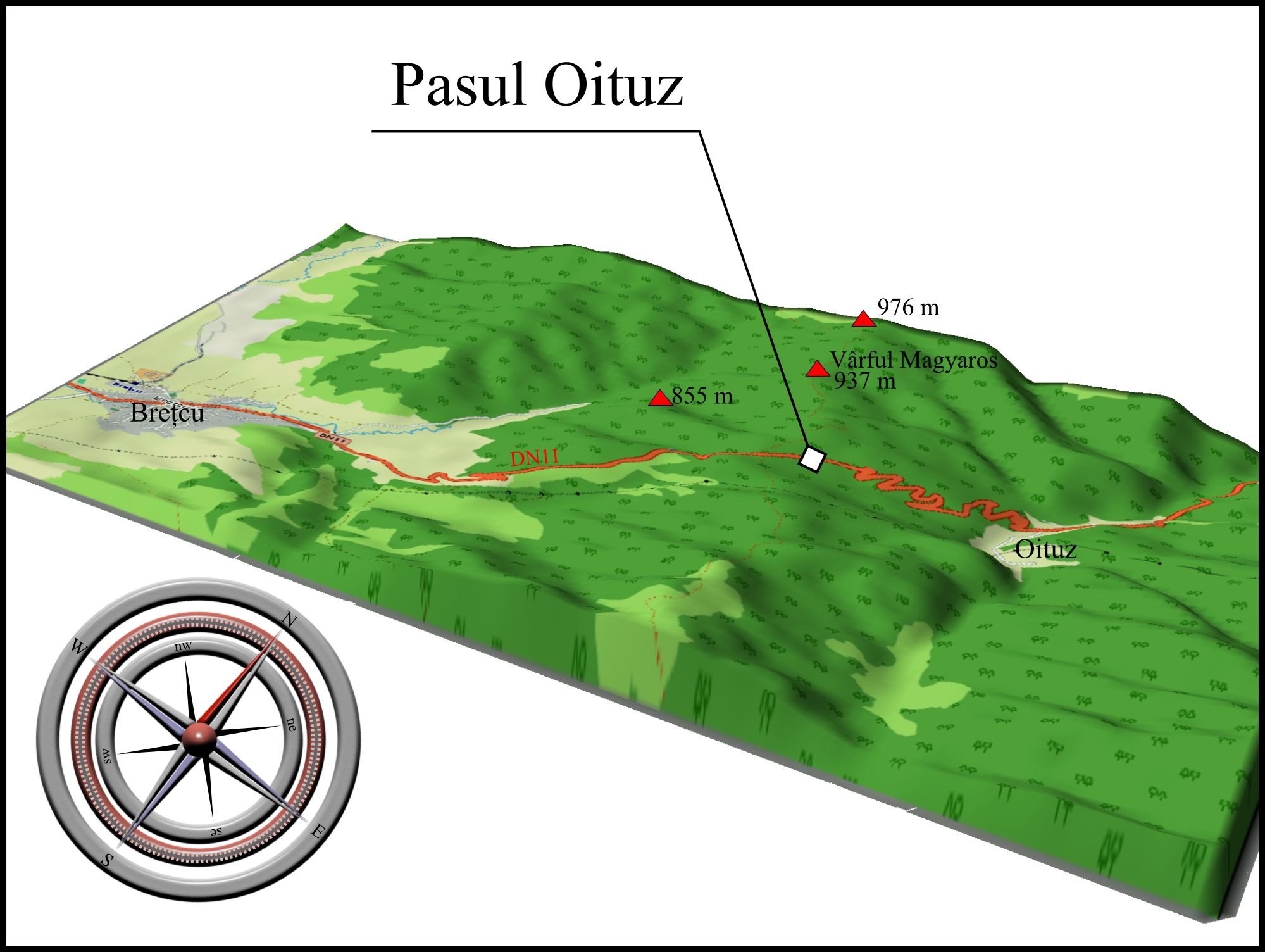
Перевал Ойтуз на тривимірній карті.

Ойтуз (рум. Pasul Oituz) — гірський перевал в Румунії, у центральній частині Східних Карпат. Найвища точка — 866 м. Через перевал проходить дорога DN11.